# جورجیان بی، اونتاریو

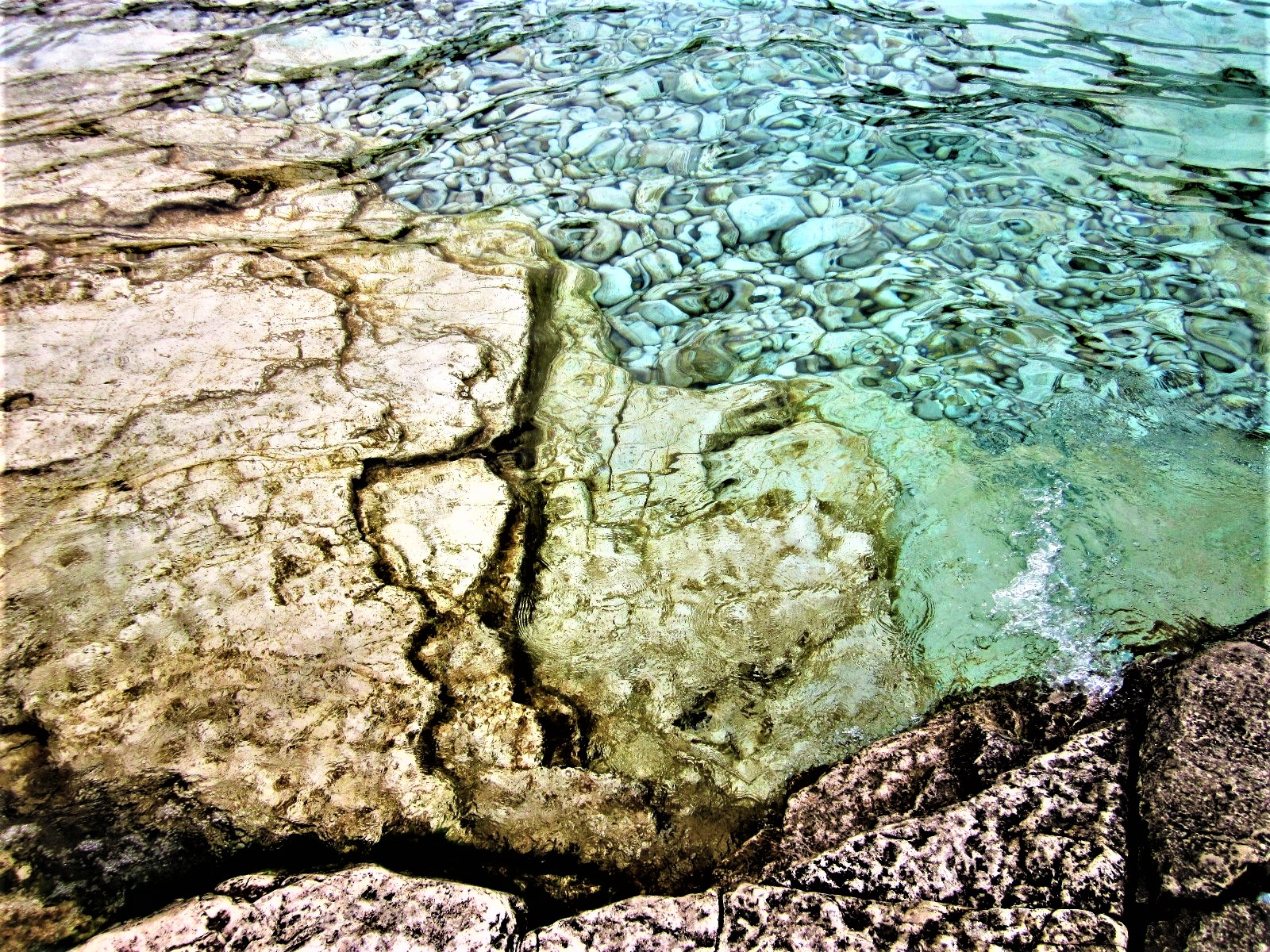
ساحل جورجیان بی

جورجیان بی (به انگلیسی: Georgian Bay) یک منطقهٔ مسکونی در کانادا است که در انتاریو واقع شده‌است. جورجیان بی ۲٬۴۹۹ نفر جمعیت دارد.